# Roxey Fer
Roxey Fer (15 de noviembre de 1994) es un futbolista surinamés. Juega de mediocampista y su equipo actual es el SV Robinhood de la Hoofdklasse de Surinam, es internacional con la selección de Surinam, es hermano del también futbolista Donnegy Fer
- Datos: Q20631045